# Terminalia capitanea
Terminalia capitanea är en tvåhjärtbladig växtart som beskrevs av A.C. Smith. Terminalia capitanea ingår i släktet Terminalia och familjen Combretaceae. Inga underarter finns listade i Catalogue of Life.